# Ikoma (Berg)
Der Berg Ikoma (japanisch 生駒山 Ikoma-yama) ist ein Berg an der Grenze zwischen der Präfektur Nara und der Präfektur Osaka in Japan. Es ist der höchste Gipfel im Ikoma-Gebirge mit einer Höhe von 642 Metern. Berg Ikoma ist ein Teil des Kongō-Ikoma-Kisen Quasi-Nationalparks. Es ist einer der berühmtesten Picknickplätze in der Kansai-Region.

## Geschichte
Der Berg Ikoma war im alten Japan ein wichtiges Kultobjekt. Am östlichen Fuße des Berges ist Ikoma Jinja (wörtlich „Schrein für den Berg Ikoma“) seit dem 5. Jahrhundert erhalten. Der Berg und der Hozan-ji-Tempel in der Nähe des Gipfels wurden traditionell als nationale Kulisse gefeiert und in bekannte Holzblockserien wie die „Achtundsechzig Nationalansichten“ aufgenommen.
Nach dem Zweiten Weltkrieg wurden am westlichen Fuß des Berges religiöse Einrichtungen geschaffen, die den spirituellen Bedürfnissen koreanischer Einwanderer und Bewohner koreanischer Abstammung, hauptsächlich von Frauen, dienten.
Die Stadt selbst wurde durch den Kintetsu-Eisenbahntunnel verändert. Mit der zunehmenden Anzahl der Pilger und Besucher des Tempels wuchs auch die Zahl der touristischen Gasthäuser und Esslokale. Nach dem Pazifikkrieg entwickelte sich das Gebiet unterhalb des Tempels zu einem aktiven Rotlicht- und Unterhaltungsviertel.
Ikoma hat heute mit seinen verwinkelten, engen Gassen etwas von der alten Atmosphäre bewahrt. Ikoma pflegte lebhafte traditionelle japanische Künste wie Tanz und verschiedene japanische Musikrichtungen. Der Weg vom Bergtempel in die Stadt ist ein bekanntes Gebiet für Kirschblüten, ebenso wie der Berg selbst mit seinem von der Kintetsu Corporation entwickelten Ikoma Skyline Drive.